# Faustball-Weltmeisterschaft der Frauen 2024
| 10. Weltmeisterschaft 2024          | 10. Weltmeisterschaft 2024 |
| Frauen                              | Frauen                     |
| ----------------------------------- | -------------------------- |
| Weltmeister                         | Brasilien                  |
| Gastgeber                           | Argentinien                |
| Stadt                               | Montecarlo                 |
| Eröffnung                           | 7. November 2024           |
| Endspiel                            | 10. November 2024          |
| Verband                             | IFA                        |
| \| ← 9. WM 2021 \| 11. WM 2028 → \| |                            |
| ← 9. WM 2021                        | 11. WM 2028 →              |

Die Faustball-Weltmeisterschaft der Frauen 2024 fand vom 7. bis 10. November 2024 in Montecarlo in Argentinien stattf. Es war die zehnte Auflage der Faustball-Weltmeisterschaft, die von der International Fistball Association (IFA) organisiert wird.
Als Titelverteidiger ging Deutschland in das Turnier. Weltmeister wurde Brasilien.

## Teilnehmer
Insgesamt sollten zwölf Nationen an der Weltmeisterschaft teilnehmen, jedoch haben Dänemark und Indien kurzfristig abgesagt und Kolumbien ist nachgerückt.
| 4 aus Südamerika              | Argentinien        | Brasilien   | Chile      | Kolumbien |
| 3 aus Europa                  | Dänemark           | Deutschland | Österreich | Schweiz   |
| 2 aus Australien und Ozeanien | Australien         | Neuseeland  |            |           |
| 1 aus Afrika                  | Namibia            |             |            |           |
| 1 aus Nordamerika             | Vereinigte Staaten |             |            |           |
| 0 aus Asien                   | Indien             |             |            |           |

## Spielplan
Quelle:

### Vorrunde
| Gruppe Gold | Gruppe Silber | Gruppe Bronze |
| ----------- | ------------- | ------------- |
| Brasilien   | Argentinien   | Kolumbien     |
| Deutschland | Australien    | Namibia       |
| Österreich  | Chile         | USA           |
| Schweiz     | Neuseeland    |               |

#### Gruppe Gold
| Donnerstag, 7. November 2024 |           |             |   |            |                               |
| 4                            | 12:15 Uhr | Deutschland | – | Brasilien  | 3:1 (11:8, 11:5, 9:11, 11:7)  |
| 5                            | 13:00 Uhr | Schweiz     | – | Österreich | 3:0 (11:8, 11:9, 11:9)        |
| 9                            | 16:45 Uhr | Österreich  | – | Brasilien  | 1:3 (13:15, 11:8, 9:11, 8:11) |
| 10                           | 17:30 Uhr | Deutschland | – | Schweiz    | 3:1 (11:4, 8:11, 11:8, 11:2)  |
| Freitag, 8. November 2024    |           |             |   |            |                               |
| 14                           | 13:00 Uhr | Deutschland | – | Österreich | 3:0 (11:8, 11:8, 11:6)        |
| 15                           | 14:00 Uhr | Brasilien   | – | Schweiz    | 3:0 (11:5, 11:4, 11:9)        |

| Pl. | Team        | Sp. | Sätze | Pkt. |
| --- | ----------- | --- | ----- | ---- |
| 1   | Deutschland | 3   | 9:2   | 6    |
| 2   | Brasilien   | 3   | 7:4   | 4    |
| 3   | Schweiz     | 3   | 4:6   | 2    |
| 4   | Österreich  | 3   | 1:9   | 0    |

#### Gruppe Silber
| Donnerstag, 7. November 2024 |           |             |   |            |                               |
| 2                            | 10:45 Uhr | Argentinien | – | Chile      | 1:3 (7:11, 7:11, 14:12, 4:11) |
| 3                            | 11:30 Uhr | Neuseeland  | – | Australien | 3:0 (11:5, 11:6, 13:11)       |
| 7                            | 15:15 Uhr | Australien  | – | Chile      | 0:3 (5:11, 1:11, 1:11)        |
| 8                            | 16:00 Uhr | Argentinien | – | Neuseeland | 3:0 (11:3, 11:7, 12:10)       |
| Freitag, 8. November 2024    |           |             |   |            |                               |
| 12                           | 11:00 Uhr | Argentinien | – | Australien | 3:0 (11:3, 11:7, 11:5)        |
| 13                           | 12:00 Uhr | Chile       | – | Neuseeland | 3:0 (11:5, 11:2, 11:9)        |

| Pl. | Team        | Sp. | Sätze | Pkt. |
| --- | ----------- | --- | ----- | ---- |
| 1   | Chile       | 3   | 9:1   | 6    |
| 2   | Argentinien | 3   | 7:3   | 4    |
| 3   | Neuseeland  | 3   | 3:6   | 2    |
| 4   | Australien  | 3   | 0:9   | 0    |

#### Gruppe Bronze
| Donnerstag, 7. November 2024 |           |           |   |           |                              |
| 1                            | 10:00 Uhr | Namibia   | – | USA       | 3:1 (11:8, 11:7, 8:11, 11:3) |
| 6                            | 14:30 Uhr | Kolumbien | – | Namibia   | 0:3 (11:13, 8:11, 6:11)      |
| Freitag, 8. November 2024    |           |           |   |           |                              |
| 11                           | 10:00 Uhr | USA       | – | Kolumbien | 3:0 (11:4, 11:4, 11:6)       |

| Pl. | Team               | Sp. | Sätze | Pkt. |
| --- | ------------------ | --- | ----- | ---- |
| 1   | Namibia            | 2   | 6:1   | 4    |
| 2   | Vereinigte Staaten | 2   | 4:3   | 2    |
| 3   | Kolumbien          | 2   | 0:6   | 0    |

### Zwischenrunde
| Freitag, 8. November 2024 |           |             |   |           |                        |
| 16                        | 16:00 Uhr | Argentinien | – | Kolumbien | 3:0 (11:4, 11:2, 11:3) |
| 17                        | 16:45 Uhr | Neuseeland  | – | USA       | 3:0 (11:5, 11:8, 11:6) |
| 18                        | 17:30 Uhr | Australien  | – | Namibia   | 0:3 (4:11, 9:11, 9:11) |

### Platzierungsspiele
| Samstag, 9. November 2024  |           |             |   |            |                                    |
|                            | 13:00 Uhr | Kolumbien   | – | USA        | 1:3 (5:11, 14:12, 6:11, 7:11)      |
|                            | 14:30 Uhr | Argentinien | – | Neuseeland | 3:0 (12:10, 11:5, 11:3)            |
|                            | 14:30 Uhr | Namibia     | – | Chile      | 0:3 (8:11, 5:11, 5:11)             |
| Sonntag, 10. November 2024 |           |             |   |            |                                    |
|                            | 10:00 Uhr | USA         | – | Australien | 3:0 (11:8, 11:5, 14:12)            |
|                            | 11:30 Uhr | Neuseeland  | – | Namibia    | 3:0 (11:7, 11:8, 11:5)             |
|                            | 13:00 Uhr | Argentinien | – | Chile      | 0:3 (3:11, 3:11, 8:11)             |
|                            | 13:00 Uhr | Kolumbien   | – | Australien | 2:3 (11:8, 11:8, 7:11, 8:11, 6:11) |

### Hauptrunde

#### Viertelfinale
| Samstag, 9. November 2024 |           |             |   |             |                        |
|                           | 10:00 Uhr | Brasilien   | – | Neuseeland  | 3:0 (11:1, 11:7, 11:5) |
|                           | 10:00 Uhr | Schweiz     | – | Argentinien | 3:0 (11:7, 11:3, 11:4) |
|                           | 11:30 Uhr | Österreich  | – | Chile       | 3:0 (11:7, 11:6, 11:4) |
|                           | 11:30 Uhr | Deutschland | – | Namibia     | 3:0 (11:2, 11:8, 11:4) |

#### Halbfinale
| Samstag, 9. November 2024 |           |             |   |            |                                |
|                           | 16:00 Uhr | Schweiz     | – | Brasilien  | 1:3 (8:11, 14:16, 11:6, 11:13) |
|                           | 17:30 Uhr | Deutschland | – | Österreich | 3:0 (11:9, 11:5, 11:7)         |

#### Spiel um Platz 3
| Samstag, 9. November 2024 |           |         |   |            |                               |
|                           | 16:00 Uhr | Schweiz | – | Österreich | 4:0 (11:6, 11:8, 15:13, 11:5) |

#### Finale
| Samstag, 9. November 2024 |           |           |   |             |                                |
|                           | 16:00 Uhr | Brasilien | – | Deutschland | 4:0 (11:7, 12:10, 13:11, 11:9) |

## Platzierungen
| Rang | Land        |
| ---- | ----------- |
| 1.   | Brasilien   |
| 2.   | Deutschland |
| 3.   | Schweiz     |
| 4.   | Österreich  |
| 5.   | Chile       |
| 6.   | Argentinien |
| 7.   | Neuseeland  |
| 8.   | Namibia     |
| 9.   | USA         |
| 10.  | Australien  |
| 11.  | Kolumbien   |